# Филиус Флитуик
Професор Филиус Флитуик е измислен герой на Джоан Роулинг от поредицата Хари Потър. Той е ръководител на дома „Рейвънклоу“ и е преподавател по вълшебство в училището за магия и вълшебство „Хогуортс“. Споменава се във всички части на поредицата и е описван с ниския си ръст. Споменава се и че на младини Флитуик е бил изкусен дуелиращ се маг, което той показва и в седмата последна част, биейки се храбро на страната на Хогуортс срещу Волдемор и побеждавайки смъртожадния Антонин Долохов.